# Ben Richardson
Benjamin T. Richardson, ASC (né le 21 septembre 1975) est un photographe et producteur de télévision anglais. Il est surtout connu pour son travail sur les films Beasts of the Southern Wild (2012), The Fault in Our Stars (2014), Wind River (2017) et These Who Wish Me Dead (2021), ainsi que la série limitée Mare of Easttown (2021), qui lui a valu une nomination aux Primetime Emmy Awards.

## Jeunesse
Richardson est né en Angleterre et a fréquenté l'école de Bournemouth, suivie du programme de diplôme en arts médiatiques de l'Université Royal Holloway de Londres.

## Carrière
Richardson est directeur de la photographie. Trois de ses films, Beasts of the Southern Wild, Happy Christmas et Wind River ont été présentés en première au Sundance Film Festival. Beasts of the Southern Wild a également été nommé pour quatre Oscars lors de la 85e cérémonie des Oscars, dont une nomination pour le meilleur film. Son court métrage Seed a remporté le prix du meilleur court métrage d'animation au Slamdance Film Festival (en) 2010.

### Les Bêtes du sud sauvage
Richardson a rencontré le réalisateur Benh Zeitlin à Prague en 2004 et a ensuite collaboré avec lui pour le court métrage Glory at Sea en 2008. Lors de la pré-production de Beasts of the Southern Wild, Richardson a tourné une bobine de test qui a convaincu les financiers de l'approuver comme directeur de la photographie pour le film.
Beasts of the Southern Wild a fait ses débuts au Festival du film de Sundance 2012 où Richardson a remporté le prix d'excellence en cinématographie. Pour son travail sur le film, il a également remporté le Film Independent's Spirit Awards de la meilleure photographie et a été nommé pour plusieurs prix, dont un prix Camerimage et un prix Satellite.

## Filmographie

### Films
| Année | Titre                    | Directeur        |
| ----- | ------------------------ | ---------------- |
| 2012  | Les Bêtes du sud sauvage | Benh Zeitlin     |
| 2013  | Compagnons de beuverie   | Joe Swanberg     |
| 2014  | La faute à nos étoiles   | Josh Boon        |
| 2014  | Joyeux Noël              | Joe Swanberg     |
| 2014  | Couper la banque         | Matt Shakman     |
| 2015  | Creuser pour le feu      | Joe Swanberg     |
| 2017  | Rivière du vent          | Taylor Sheridan  |
| 2017  | Tableau 19               | Jeffrey Blitz    |
| 2017  | Château de sable         | Fernando Coïmbre |
| 2017  | 1922                     | Zak Hilditch     |
| 2021  | Ceux qui veulent ma mort | Taylor Sheridan  |

### Télévision
| Année | Titre              | Directeur        | Remarques      |
| ----- | ------------------ | ---------------- | -------------- |
| 2018  | Le Chi             | Rick Famuyiwa    | Épisode pilote |
| 2018  | Yellowstone        | Taylor Sheridan  | Saison 1       |
| 2021  | Mare of Easttown   | Craig Zobel (en) | Mini-série     |
| 2021  | Mayor of Kingstown | Taylor Sheridan  | Saison 1       |
| 2021  | 1883               | Taylor Sheridan  | Saison 1       |

## Récompenses et nominations
Associations notables

### Emmy Awards aux heures de grande écoute
| Année | Catégorie                                                                          | Œuvre nommée     |
| ----- | ---------------------------------------------------------------------------------- | ---------------- |
| 2021  | Cinématographie exceptionnelle pour une série limitée ou une anthologie ou un film | Mare of Easttown |

### Prix de la Société américaine des cinéastes
| Année | Catégorie                                                                                                | Œuvre nommée |
| ----- | --- | ------------ |
| 2019  | Réalisation exceptionnelle en cinématographie dans un épisode d'une série pour la télévision commerciale | Yellowstone  |

### Film Independent's Spirit Awards
| Année | Catégorie              | Œuvre nommée             |
| ----- | ---------------------- | ------------------------ |
| 2013  | Meilleure photographie | Les Bêtes du Sud sauvage |

### Récompenses satellites
| Année | Catégorie              | Œuvre nommée             |
| ----- | ---------------------- | ------------------------ |
| 2012  | Meilleure photographie | Les Bêtes du Sud sauvage |